# Cantalapiedra
Cantalapiedra è un comune spagnolo di 1 294 abitanti situato nella comunità autonoma di Castiglia e León.